# Mistrzostwa Świata w Lekkoatletyce 2017 – chód na 50 km mężczyzn
Chód na 50 kilometrów mężczyzn – jedna z konkurencji biegowych rozegranych podczas lekkoatletycznych mistrzostw świata na Stadionie Olimpijskim w Londynie.

## Terminarz
| Data        | Godzina |       |
| ----------- | ------- | ----- |
| 13 sierpnia | 7:45    | Finał |

## Rekordy
Tabela prezentuje rekord świata, rekordy poszczególnych kontynentów, mistrzostw świata, a także najlepszy rezultat na świecie w sezonie 2017 przed rozpoczęciem mistrzostw.
|                            | Zawodnik            | Wynik   | Miejsce       | Data                      |
| -------------------------- | ------------------- | ------- | ------------- | ------------------------- |
| Rekord świata              | Yohann Diniz        | 3:32:33 | Zurych        | 15 sierpnia 2014(dts)     |
| Listy światowe             | Dementij Czeparew   | 3:43:05 | Czeboksary    | 10 czerwca 2015(dts)      |
| Rekord mistrzostw świata   | Robert Korzeniowski | 3:36:03 | Saint-Denis   | 27 sierpnia 2003(dts)     |
| Rekord Afryki              | Marc Mundell        | 3:55:32 | Londyn        | 11 sierpnia 2012(dts)     |
| Rekord Ameryki Północnej   | Erick Barrondo      | 3:41:09 | Dudince       | 23 marca 2013(dts)        |
| Rekord Ameryki Południowej | Andrés Chocho       | 3:47:41 | Ciudad Juárez | 6 marca 2016(dts)         |
| Rekord Australii i Oceanii | Nathan Deakes       | 3:35:47 | Geelong       | 2 grudnia 2006(dts)       |
| Rekord Azji                | Yu Chaohong         | 3:36:06 | Nankin        | 22 października 2005(dts) |
| Rekord Europy              | Yohann Diniz        | 3:32:33 | Zurych        | 15 sierpnia 2014(dts)     |

## Minima kwalifikacyjne
Aby zakwalifikować się do mistrzostw, należało wypełnić minimum kwalifikacyjne wynoszące 4:06:00 (uzyskane w okresie od 1 stycznia 2016 do 23 lipca 2017). Każdy komitet narodowy mógł zgłosić maksymalnie trzech zawodników do startu w tej konkurencji.

## Wyniki
| Pozycja | Zawodnik                   | Państwo                  | Czas    | Uwagi    |
| ------- | -------------------------- | ------------------------ | ------- | -------- |
| 01 !    | Yohann Diniz               | Francja                  | 3:33:12 | CR       |
| 02 !    | Hirooki Arai               | Japonia                  | 3:41:17 | SB       |
| 03 !    | Kai Kobayashi              | Japonia                  | 3:41:19 | PB       |
| 4       | Satoshi Maruo              | Japonia                  | 3:43:03 | PB       |
| 5       | Máté Helebrandt            | Węgry                    | 3:43:56 | NR       |
| 6       | Rafał Augustyn             | Polska                   | 3:44:18 | SB       |
| 7       | Robert Heffernan           | Irlandia                 | 3:44:41 | SB       |
| 8       | Marco De Luca              | Włochy                   | 3:45:02 | SB       |
| 9       | Carl Dohmann               | Niemcy                   | 3:45:21 | PB       |
| 10      | João Vieira                | Portugalia               | 3:45:28 | SB       |
| 11      | Quentin Rew                | Nowa Zelandia            | 3:46:29 | NR       |
| 12      | Karl Junghannß             | Niemcy                   | 3:47:01 | PB       |
| 13      | Aleksi Ojala               | Finlandia                | 3:47:20 | SB       |
| 14      | Evan Dunfee                | Kanada                   | 3:47:36 |          |
| 15      | Horacio Nava               | Meksyk                   | 3:47:53 | SB       |
| 16      | José Ignacio Díaz          | Hiszpania                | 3:48:08 | PB       |
| 17      | Claudio Villanueva         | Ekwador                  | 3:49:27 | PB       |
| 18      | Iwan Banzeruk              | Ukraina                  | 3:49:49 |          |
| 19      | Jorge Armando Ruiz         | Kolumbia                 | 3:50:37 | PB       |
| 20      | José Leyver Ojeda          | Meksyk                   | 3:51:17 |          |
| 21      | Rafał Fedaczyński          | Polska                   | 3:52:11 |          |
| 22      | Jarkko Kinnunen            | Finlandia                | 3:55:44 | SB       |
| 23      | Adrian Błocki              | Polska                   | 3:55:49 |          |
| 24      | Mathieu Bilodeau           | Kanada                   | 3:56:54 | SB       |
| 25      | Francisco Arcilla          | Hiszpania                | 3:57:27 |          |
| 26      | Marjan Zakalnycki          | Ukraina                  | 3:57:29 |          |
| 27      | Anders Hansson             | Szwecja                  | 3:58:00 | PB       |
| 28      | Park Chil-sung             | Korea Południowa         | 3:59:46 | SB       |
| 29      | Niu Wenbin                 | Chińska Republika Ludowa | 4:01:35 |          |
| 30      | Narcis Ștefan Mihăilă      | Rumunia                  | 4:02:27 | PB       |
| 31      | Pedro Isidro               | Portugalia               | 4:02:30 |          |
| 32      | Ronald Quispe              | Boliwia                  | 4:08:22 | SB       |
| -       | Michele Antonelli          | Włochy                   | DNF     |          |
| -       | Luis Fernando López        | Kolumbia                 | DNF     |          |
| -       | Dušan Majdán               | Słowacja                 | DNF     |          |
| -       | Arturas Mastianica         | Litwa                    | DNF     |          |
| -       | Iván Pajuelo               | Hiszpania                | DNF     |          |
| -       | Yu Wei                     | Chińska Republika Ludowa | DNF     |          |
| -       | Edward Araya               | Chile                    | DQ      | 230.6(a) |
| -       | Andrés Chocho              | Ekwador                  | DQ      | 230.6(a) |
| -       | Alejandro Francisco Flórez | Szwajcaria               | DQ      | 230.6(a) |
| -       | Håvard Haukenes            | Norwegia                 | DQ      | 230.6(a) |
| -       | Dominic King               | Wielka Brytania          | DQ      | 230.6(a) |
| -       | Aku Partanen               | Finlandia                | DQ      | 230.6(a) |
| -       | Florin Alin Știrbu         | Rumunia                  | DQ      | 230.6(a) |
| -       | Omar Zepeda                | Meksyk                   | DQ      | 230.6(a) |
| -       | Ihor Hławan                | Ukraina                  | 3:41:42 | DQ       |
| -       | Brendan Boyce              | Irlandia                 | DNS     |          |